# Falkerslev Sogn
Falkerslev Sogn 
ist eine Kirchspielsgemeinde (dän.: Sogn)
auf der Insel Falster im südlichen Dänemark.
Bis 1970 gehörte sie zur Harde Falsters Sønder Herred im damaligen Maribo Amt, danach zur Stubbekøbing Kommune im Storstrøms Amt, die im Zuge der  Kommunalreform zum 1. Januar 2007 in der Guldborgsund Kommune in der Region Sjælland aufgegangen ist.
Im Kirchspiel leben 242 Einwohner (Stand: 1. Januar 2023).

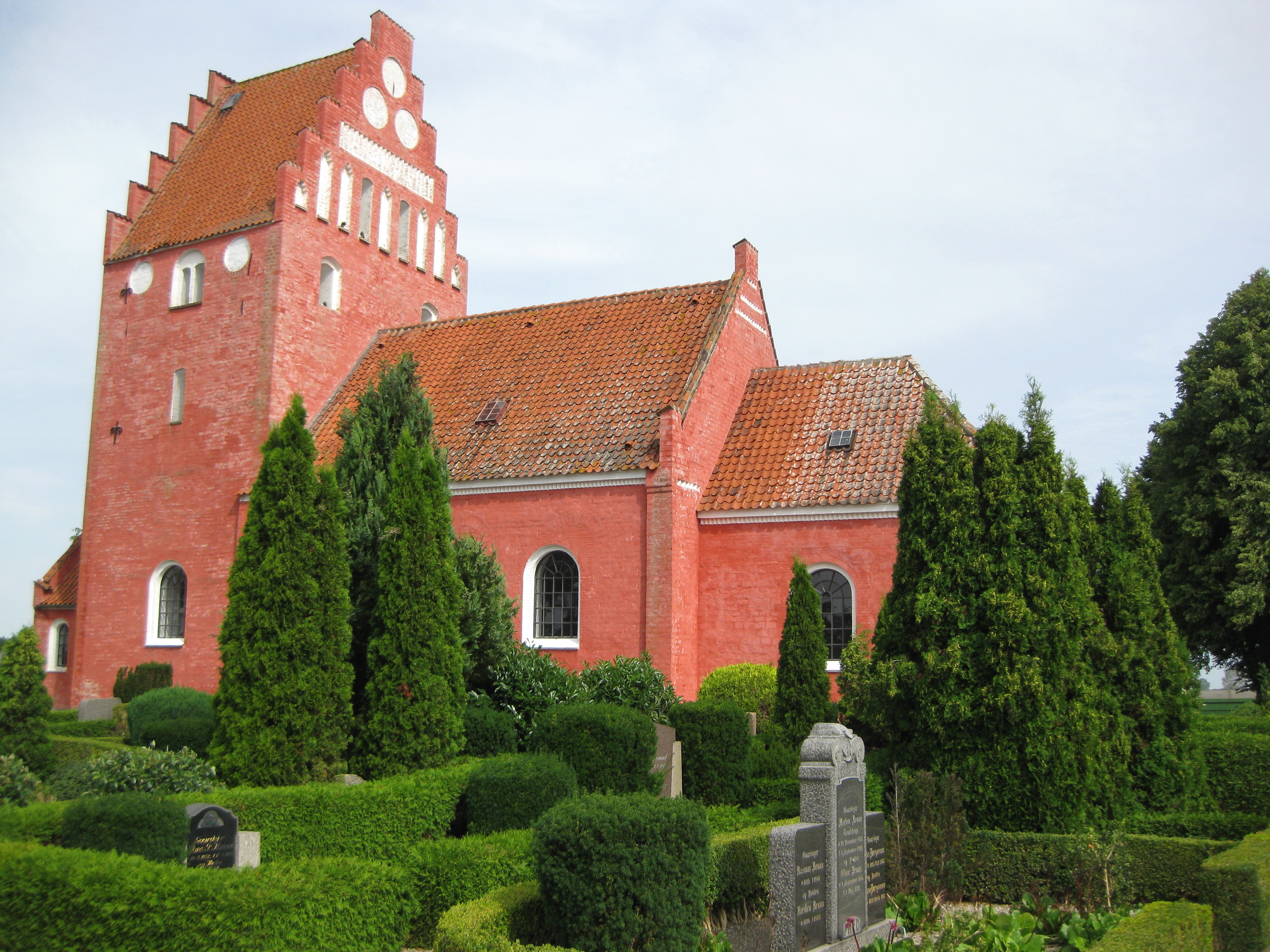
Falkerslev Kirke

Im Kirchspiel liegt die Kirche „Falkerslev Kirke“.
Nachbargemeinden sind im Norden Torkilstrup Sogn, im Nordosten Maglebrænde Sogn, im Osten Horbelev Sogn, im Süden Horreby Sogn und Nørre Ørslev Sogn und im Westen Tingsted Sogn und Eskilstrup Sogn.